# Dischistodus chrysopoecilus
Dischistodus chrysopoecilus là một loài cá biển thuộc chi Dischistodus trong họ Cá thia. Loài này được mô tả lần đầu tiên vào năm 1839.

## Từ nguyên
Từ định danh được ghép bởi 2 âm tiết trong tiếng Latinh: chrysos ("vàng kim") và poecilus ("đa dạng"), hàm ý có lẽ đề cập đến dải màu vàng xung quanh trán và đốm vàng ở giữa lưng.

## Phạm vi phân bố và môi trường sống
D. chrysopoecilus có phạm vi ở Tây Thái Bình Dương, được ghi nhận tại Thái Lan, Philippines, Indonesia, Singapore, Papua New Guinea, Palau và quần đảo Solomon, rạn san hô Ashmore và phía bắc Queensland (Úc). Ở Việt Nam, D. chrysopoecilus được biết đến tại Đà Nẵng, cù lao Chàm và quần đảo Trường Sa.
Loài này sống gần những rạn san hô và thảm cỏ biển trên nền bùn ở đầm phá và ngoài khơi, độ sâu đến ít nhất là 5 m.

## Mô tả
D. chrysopoecilus có chiều dài cơ thể tối đa được ghi nhận là 16 cm. Loài cá này có màu nâu sẫm, một đốm vàng/trắng giữa lưng và một dải vàng xung quanh đầu; dưới mắt có vệt màu tím. Cá con có đốm đen lớn trên vây lưng, dải sọc trên thân thu hẹp thành đốm ở lưng khi chúng lớn lên.
Số gai ở vây lưng: 13; Số tia vây ở vây lưng: 14–15; Số gai ở vây hậu môn: 2; Số tia vây ở vây hậu môn: 13–14; Số gai ở vây bụng: 1; Số tia vây ở vây bụng: 5.

## Sinh thái học
Thức ăn của D. chrysopoecilus là tảo. Cá đực có tập tính bảo vệ và chăm sóc trứng.